# Uromyces chaetobromi
Uromyces chaetobromi är en svampart som beskrevs av Gjaerum 1988. Uromyces chaetobromi ingår i släktet Uromyces och familjen Pucciniaceae.   Inga underarter finns listade i Catalogue of Life.